# جودي ساندز
جودي ساندز (بالإنجليزية: Jodie Sands)‏ هي مغنية وموسيقية وممثلة أمريكية، ولدت في القرن العشرين في فيلادلفيا في الولايات المتحدة.

## وصلات خارجية
- جودي ساندز على موقع IMDb (الإنجليزية)
- جودي ساندز على موقع ميوزك برينز (الإنجليزية)
- جودي ساندز على موقع أول ميوزيك (الإنجليزية)
- جودي ساندز على موقع ديسكوغز (الإنجليزية)